# دنیل رید آنتونی
دانیل رید آنتونی (Daniel Read Anthony) (زادهٔ ۲۲ اوت ۱۸۲۴ – درگذشتهٔ ۱۲ نوامبر ۱۹۰۴)، ناشر، طرفدار حق رأی زنان و طرفدار لغو برده‌داری اهل ایالات متحده بود. وی به کانزاس نقل مکان نموده و در آنجا به نشر روزنامه لیونورث تایمز در لیونورث، کانزاس و برخی از روزنامه‌های دیگر در آن منطقه پرداخت. وی یکی از رهبران شرکت کمک مهاجرتی نیوانگلند بود. او برادر کوچکتر فعال مدنی سوزان بی. آنتونی بود.
به دلیل سیاست‌های پُر تنش که در آن دوران حاکم بود، او مردی را در یک درگیری دوجانبه (دوئل) به قتل رسانده و خود توسط مرد دیگری به‌طور علنی به قتل رسید.

## اوایل زندگی
آنتونی در ساوت آدامز، ماساچوست به دنیا آمده و یکی از هفت فرزند دانیل آنتونی (۱۷۹۴ – ۱۸۶۲ میلادی) و لوسی رید آنتونی (۱۷۹۳ – ۱۸۸۰ میلادی) بود. خواهر بزرگتر وی سوزان بی. آنتونی بود. او در بتنوایل، نیویورک به مدرسه رفت. پس از آن، وی تا عمر ۲۳ سالگی در کارخانه نخ ریسی و آسیاب پدر خود کار کرد.

## کانزاس
آنتونی برای نخستین بار در ۱۸۵۴ میلادی به کانزاس رفت تا او و یک تعداد دیگر به حمایت مالی شرکت کمک مهاجرتی نیوانگلند بر علیه گسترش برده‌داری در قلمروی کانزاس مبارزه نمایند. کنگره تصمیم داشت تا به ساکنین این اجازه را بدهد تا خود تصمیم بگیرند که آیا می‌خواهند برده‌داری در قلمروی مجاز باشد یا خیر. او در لیونورث مسکن گزین شده و در خانهٔ در جاده ۵۱۵ نورث اسپالاندی ساکن شد. در همین جریان، آنتونی در کارهای راه‌آهن زیرزمینی در لیونورث دخیل بود و به ویلیام دومینیک متیوز که یک برده آزاد شده بود در راستای پناه‌دادن به برده‌های فراری همکاری می‌کرد.
آنتونی در ۲۶ ژانویه ۱۸۶۱ روزنامه لیونورث دیلی کانزروتیو (Leavenworth Daily Conservative) را بنیان گذاشت، اما بعدتر وی را به فروش رساند تا بتواند لیونورث تایم را خریداری کند. وی همچنین به عنوان مسئول خدمات پُستی شهر گماشته شد.
در این زمان، لیونورث در آخر خط تلگراف قرار داشت. در ژانویه ۱۸۶۱، آنتونی نسخهٔ ویژه از روزنامه خود را به چاپ رسانده و بر پشت اسب تا لارنس، کانزاس سفر کرد تا مجلس قانون‌گذاری قلمرو را از تصمیم کنگره مبنی بر تأییدی کانزاس به عنوان یک ایالت، آگاه سازد.
در ۱۸۶۱ میلادی، ناشر رقیب وی رابرت سی. استریل از روزنامه کانزاس هرالد (Kansas Herald) آنتونی را به بزدلی متهم کرد. آنها در جاده‌ای در لیونورث باهم روبرو شده و بر یکدیگر شلیک کردند که به مرگ استریل انجامید. هیئت منصفه آنتونتی را از اتهام قتل تبرئه کرد.

## خدمت در ارتش
در جریان جنگ داخلی آمریکا در سال‌های ۱۸۶۱ و ۱۸۶۲ میلادی، آنتونی به عنوان نایب‌سرهنگ در هنگ هفتم سواره نظام داوطلبان کانزاس در ارتش اتحادیه خدمت کرد. او در چندین نبرد در تنسی، کنتاکی، می‌سی‌سی‌پی و آلاباما شرکت کرد.
وی در ۱۸۶۳ میلادی به عنوان شهردار لیونورث انتخاب گردید. وی چندین داوطلب را استخدام نمود تا ساختمان‌های طرفداران ایالات مؤتلفه را در حاشیه شهر بسوزانند. ژنرال ارتش اتحادیه توماس ایونگ جونیور که در جریان جنگ داخلی آمریکا حکومت نظامی را در شهر لیونورث اعلام کرده بود، آنتونی را به‌خاطر برهم زدن حکومت نظامی دستگیر کرد. (آنتونی گفته بود که شهر می‌تواند، نظم عادی خود را حفظ کند).

## سال‌های پساجنگ در کانزاس
آنتونی در ۱۸۶۴ میلادی نشریه لیونورث بولتین (Leavenworth Bulletin) را تأسیس کرد. در ۱۸۶۶ میلادی وی از سمت مسئول خدمات پُستی برکنار شود، چون وی از سیاست‌های بازسازی رئیس‌جمهور اندرو جانسون حمایت نمی‌کرد و او را بیش از حد ملایم نسبت به جنوب می‌دانست. جانسون پس از ترور رئیس‌جمهوری آبراهام لینکلن به ریاست جمهوری رسید. آنتونی در ۱۸۶۸ میلادی به عنوان سرپرست-رئیس کنوانسیون ایالتی جمهوری‌خواهان انتخاب شد.
وی در ۱۸۷۰–۱۸۷۱ میلادی به عنوان عضو شورای شهری لیونورث انتخاب گردید.
آنتونی در ۱۸۷۱ میلادی لیونورث تایمز، قدیمی‌ترین روزنامه در کانزاس، را خریداری کرد. موضع سردبیرانه وی در رابطه با مسائل مختلف و خریداری روزنامه‌ها به‌طور یکنواخت از موضوعات بحث‌برانگیز بود، چون ناظران به این فکر بودند که یک مرد نباید کنترل روزنامه‌ها را در دست داشته باشد.
ویلیام امبری، رقیب وی از روزنامه دیلی اپیل (Daily Appeal) در ۱۸۷۵ میلادی در ساختمان اپرای لیونورث بر آنتونی شلیک نموده و وی را شدیداً مجروح کرد. خواهر وی سوزان بی. آنتونی به دیدن او آمد.
پس از بازیابی سلامت خود، آنتونی در ۱۸۷۶ میلادی روزنامه لیونورث کامرشیال (Leavenworth Commercial) را خریداری نموده و انحصار روزنامه‌های محلی را در دست گرفت.
او در بحبوحه سیاست‌های خشونت‌آمیز اواخر قرن نوزدهم میلادی، به برانگیختن احساسات قوی ادامه داد. در ۱۸۸۷ میلادی، آنتونی از سوی مردی با شلاق اسب مورد ضرب قرار گرفت. بیشتر ساکنین لیونورث از طریق «عضویت نیکل» پول گردآوری کردند تا جریمه ۱۰۰ دلاری برای مردی که متهم به ضربه زدن توسط شلاق اسب شده بود را بپردازند. در ۱۸۹۱ میلادی، شهردار شهر برای شلاق زدن به آنتی به مبلغ ۳۰ دلار جریمه شد.

## مرگ و میراث
آنتونی به عمر ۸۰ سالگی در ۱۲ نوامبر ۱۹۰۴ در لیونورث، کانزاس درگذشت. او در گورستان مانت مونسی در لنسینگ، کانزاس به خاک سپرده شده‌است.
آنتونی در ۲۱ ژانویه ۱۸۶۴ با آنا الیزا «انی» اوسبورن (۱۸۴۴ – ۱۹۳۰ میلادی) اهل ادگارتون، ماساچوست ازدواج کرد. آنها باهم چندین فرزند داشتند، از جمله پسر آنها دانیل رید آنتونی جونیور. پسر وی دانیل رید آنتونی جونیور همراه با پدر خود وارد تجارت روزنامه شد و دبیر روزنامه لیونورث تایمز شد. وی به عنوان عضو کنگره ایالات متحده انتخاب گردیده و برای بیش از دو دهه از ۱۹۰۷ تا ۱۹۲۹ میلادی در کنگره خدمت کرد. خانواده آنتونی برای چندین نسل تا سال ۱۹۶۰ میلادی کنترل روزنامه لیونورث تایمز را در دست داشتند؛ آخرین دبیر آنها دانیل آر. آنتونی چهارم بود.
خانه خانواده آنتونی در آدامز، ماساچوست در سال ۲۰۰۷ میلادی وارد ثبت ملی اماکن تاریخی شد. این خانه که به‌طور محفوظ نگهداشته شده‌است، اکنون به عنوان موزه از آن استفاده گردیده و به خواهر وی سوزان بی. آنتونی وقف شده‌است، کسی که یکی از رهبران شناخته شده در جنبش حقوق زنان و حق رأی زنان بود.